# Fred Roos
Pour les articles homonymes, voir Roos.
Fred Roos est un directeur de casting américain reconverti en producteur, né le 22 mai 1934 à Santa Monica et mort le 18 mai 2024 à Beverly Hills.
On le connaît surtout comme producteur des films de Francis Ford Coppola.

## Filmographie

### Comme producteur
- 1964 : Flight to Fury
- 1964 : Back Door to Hell
- 1971 : Vas-y, fonce (Drive, He Said)
- 1974 : Conversation secrète (The Conversation)
- 1974 : Le Parrain 2 (The Godfather: Part II)
- 1979 : Apocalypse Now
- 1979 : L'Étalon noir (The Black Stallion)
- 1982 : Coup de cœur (One from the Heart)
- 1982 : The Escape Artist
- 1982 : Hammett
- 1983 : Outsiders (The Outsiders)
- 1983 : Le Retour de l'étalon noir (The Black Stallion Returns)
- 1983 : Rusty James (Rumble Fish)
- 1984 : Cotton Club (The Cotton Club)
- 1985 : Seven Minutes in Heaven
- 1987 : Jardins de pierre (Gardens of Stone)
- 1987 : Barfly
- 1988 : Tucker (Tucker: The Man and His Dream)
- 1989 : New York Stories
- 1989 : Bandini) (Wait Until Spring, Bandini)
- 1990 : Montana (en) (TV)
- 1990 : Le Parrain 3 (The Godfather: Part III)
- 1991 : Aux cœurs des ténèbres : L'Apocalypse d'un metteur en scène (Hearts of Darkness: A Filmmaker's Apocalypse)
- 1993 : Le Jardin secret (The Secret Garden)
- 1994 : Radioland Murders
- 1999 : Virgin Suicides (The Virgin Suicides)
- 2001 : Potins mondains et amnésies partielles (Town & Country)
- 2003 : Lost in Translation
- 2003 : La Légende de l'étalon noir (The Young Black Stallion)
- 2006 : Marie Antoinette
- 2007 : Expired (en)
- 2007 : L'Homme sans âge (Youth Without Youth)
- 2010 : Somewhere
- 2014 : St. Vincent
- 2016 : Bonjour Anne

### Comme directeur de casting
- 1968 : Maryjane (en)
- 1968 : Petulia
- 1970 : L'Amoureuse (en) (The Grasshopper)
- 1970 : Cinq pièces faciles (Five Easy Pieces)
- 1971 : Jump
- 1971 : Macadam à deux voies (Two-Lane Blacktop)
- 1971 : The Christian Licorice Store (en)
- 1972 : Le Parrain (The Godfather)
- 1972 : La Dernière Chance (Fat City)
- 1972 : The King of Marvin Gardens
- 1972 : Un homme est mort
- 1973 : Dillinger
- 1973 : American Graffiti